# Pier (Langerwehe)
Pier ist ein Ortsteil von Langerwehe im Kreis Düren in Nordrhein-Westfalen. Der Ortsteil entstand 2004 und ist Ersatzsiedlung für die Einwohner aus Pier (Inden), welche dem Tagebau Inden weichen und ihren Ort verlassen mussten.

## Geschichte
Der Ortsteil wurde mit dem ersten Spatenstich am 26. November 2004 östlich des Langerweher Ortsteils Jüngersdorf auf einem etwa 26 Hektar großen Baugebiet mit 265 Grundstücken gegründet. Mitte Mai 2005 standen die ersten baureifen Grundstücke zur Verfügung. Dieses Baugebiet dient den Einwohnern der etwa sechs Kilometer Luftlinie entfernten Ortschaft Pier, welches ein Ortsteil von Inden ist und wegen des Tagebaus Inden abgebaggert werden wird, als neue Heimat, und trägt deswegen auch manchmal die Bezeichnung „Neu-Pier“. Inden liegt wie Langerwehe im Kreis Düren. Am 6. März 2006 konnte der Langerweher Bürgermeister die erste umgesiedelte Familie in Pier begrüßen.
Die meisten Toten wurden ebenfalls von Pier (Inden) nach Pier (Langerwehe) umgebettet. Dazu wurde in Pier (Langerwehe) am 2. Februar 2006 ein neuer Friedhof mit 522 Grabstellen, einem Ehrengrabfeld mit Hochkreuz und einer geplanten Aussegnungshalle eingesegnet. Die Aussegnungshalle wurde im Mai 2012 feierlich eingeweiht.
Das Bürgerhaus mit angrenzendem Schützenheim wurde im November 2011 eingeweiht. Es bietet Platz für ca. 400 Personen.

## Abschluss der Umsiedlung
Am 14. September 2013 wurde in einem großen Bürgerfest für alle ehemaligen Bürger der Ortschaft Inden-Pier der Abschluss der Umsiedlung Piers gefeiert. Organisiert von der Pierer Dorfgemeinschaft und dem Bergbaubetreiber RWE Power, nahmen viele Bürger an diesem Fest teil.
Aus diesem Anlass erschien das Buch Geschichte zwischen Rur und Inde des Historikers Peter Staatz. Hierin wird die Vergangenheit von Pier und Vilvenich von den Anfängen bis zur Umsiedlung beschrieben.
Im September 2014 wurde die Ortschaft Pier vom Landrat des Kreises Düren, Wolfgang Spelthahn, mit Silber im Kreiswettbewerb Unser Dorf hat Zukunft ausgezeichnet.

## Vereine

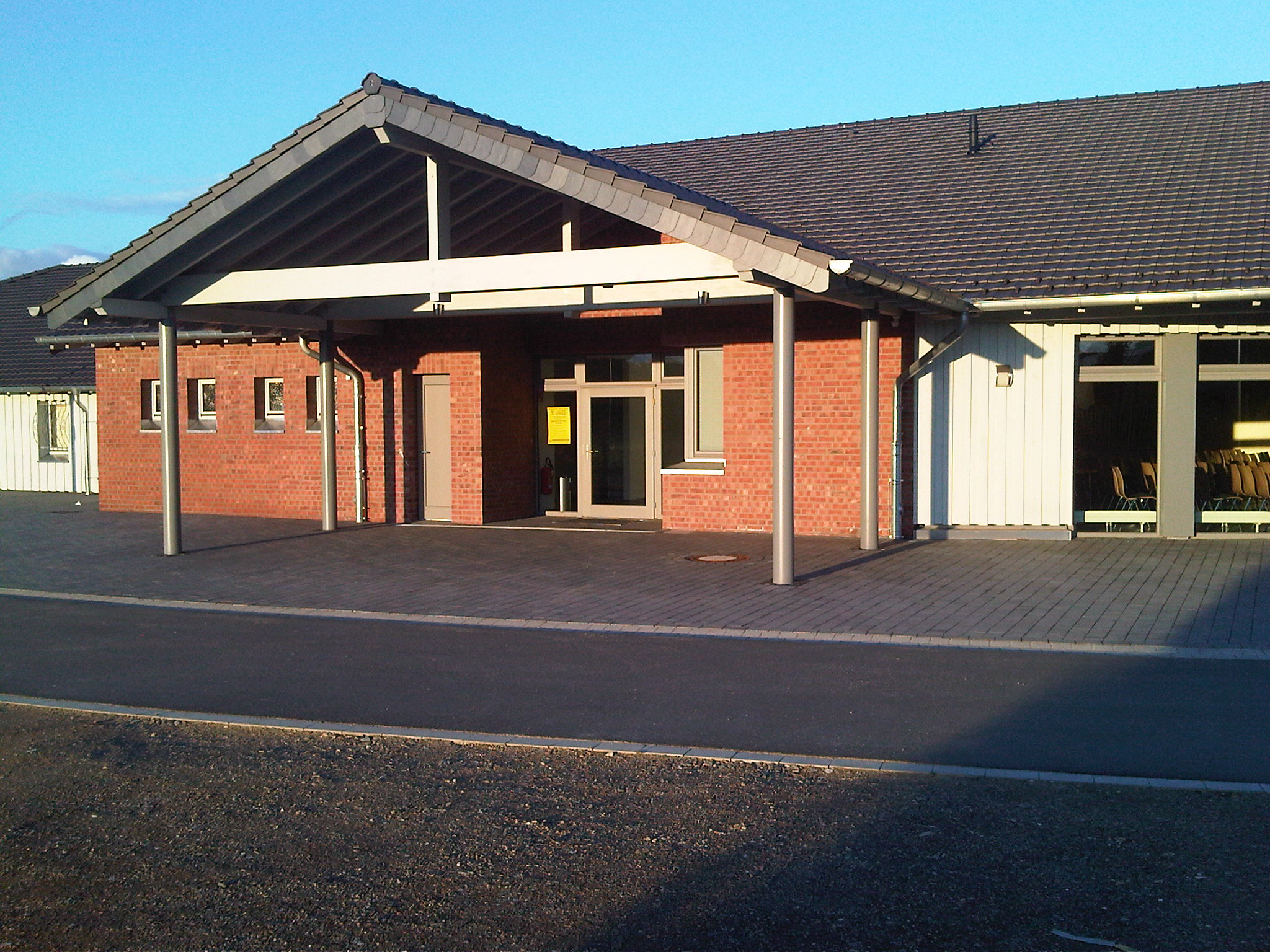
Das Bürgerhaus

- Karnevalsgesellschaft "Rot-Weiß" Pier 1956 e. V.
- Maigesellschaft Pier/Pommenich 1839
- Mandolinenclub T.C. Rurland Pier 1922
- MGV Sängerbund Pier 1920
- Project J/P e. V.
- St. Sebastianus Schützenbruderschaft Pier
- Spieler-Corps 1922 Pier
- Sportschützen St. Sebastianus Pier 2000 e. V.

Alle Pierer Vereine gehören der Dorfgemeinschaft Pierer Vereine an.

## Ortsvorsteher
Ortsvorsteher der Ortschaft Pier war seit 2012 Dirk Huizing (SPD). Als er wegen eines Wohnortwechsels 2018 ausschied, wurde Ludwig Leonards (SPD) sein Nachfolger.

## Infrastruktur und Verkehr
Der nächste DB-Haltepunkt ist der Bahnhof Langerwehe an der Strecke Aachen–Düren–Köln.
Die AVV-Buslinien 237, 296 und 266 des Rurtalbus verbinden Pier mit der Kreisstadt Düren, Langerwehe-Mitte und den Nachbarorten.
| Linie | Verlauf |
| ----- | --- |
| 237   | Düren Bf/ZOB – StadtCenter – (Mariaweiler Gesamtschule –) Mariaweiler – Echtz Badesee – Echtz – Geich – Obergeich – D’horn – (Schlich –) Merode – Pier – Jüngersdorf – Langerwehe Markt – Langerwehe Bf       |
| 296   | Düren Bf/ZOB – StadtCenter – Kaiserplatz – Gürzenich – Derichsweiler – Schlich – Merode – Pier – Jüngersdorf – Langerwehe Holzstr. – Langerwehe Bf – Luchem – Inden/Altdorf – Lamersdorf – Lucherberg / Frenz |